# Яремчук Павло Миколайович
Павло́ Микола́йович Яремчу́к — підполковник у відставці Служби безпеки України.

## Нагороди
За особисту мужність і героїзм, виявлені у захисті державного суверенітету та територіальної цілісності України, вірність військовій присязі, відзначений — нагороджений
- 13 серпня 2015 року — орденом Богдана Хмельницького III ступеня.